# Olmos de Esgueva (kommunhuvudort)
Olmos de Esgueva är en kommunhuvudort i Spanien.   Den ligger i provinsen Provincia de Valladolid och regionen Kastilien och Leon, i den centrala delen av landet, 160 km norr om huvudstaden Madrid. Olmos de Esgueva ligger 731 meter över havet och antalet invånare är 210.
Terrängen runt Olmos de Esgueva är varierad. Olmos de Esgueva ligger nere i en dal. Runt Olmos de Esgueva är det mycket glesbefolkat, med 5 invånare per kvadratkilometer. Närmaste större samhälle är Valladolid, 17,1 km väster om Olmos de Esgueva. Trakten runt Olmos de Esgueva består till största delen av jordbruksmark.